# Waking The Nightmares
Waking The Nightmares es el álbum debut del grupo venezolano de rock alternativo The Asbestos. Se hizo oficial el 28 de julio de 2010 en un concierto de lanzamiento en el local Hard Rock Cafe de la ciudad de Caracas. Este disco fue grabado en Laguna estudios, el productor del álbum es Carlos Donoso (hijo), este se encargó además de la grabación, la mezcla y el mastering. El arte del disco fue realizado por el diseñador gráfico venezolano Ángel Delgado, conocido también por haber desarrollado el arte del álbum Cuando el cielo pierda su color de la banda Sin dirección. 

## Lista de canciones
Toda la música compuesta por The Asbestos. 
| N.º   | Título                                   | Duración |  |
| 1.    | «Lights, Camera And Action»              | 3:21     |  |
| 2.    | «Alzheimer»                              | 3:33     |  |
| 3.    | «Sermons On Ending Times»                | 3:52     |  |
| 4.    | «Cross And Crows»                        | 3:53     |  |
| 5.    | «Say»                                    | 3:37     |  |
| 6.    | «She»                                    | 3:07     |  |
| 7.    | «Void In Hearts»                         | 4:00     |  |
| 8.    | «Jack And The Harlots»                   | 3:20     |  |
| 9.    | «Memories Of Love And Misery (Love You)» | 3:12     |  |
| 10.   | «Atlas»                                  | 3:32     |  |
| 11.   | «Better Life»                            | 3:12     |  |
| 38:50 |                                          |          |  |

- Datos: Q7961168